# Сокол Володимир Іванович
Володи́мир Іва́нович Со́кол (15 січня 1942, Нові Санжари Полтавської області) — український графік-плакатист.

## Біографічні дані
1966 закінчив Київський художній інститут (нині Національна академія образотворчого мистецтва і архітектури).

## Твори
- Плакати:
  - «І таке буває…» (1966),
  - «Раз, два, три, чотири, п'ять» (1969),
  - «Здрастуй, школо!» (1973),
  - «Усім! Усім! Усім!» (1974),
  - «Мир, безпеку, свободу всім народам» (1985),
  - «Немає природи — немає людини» (1990),
  - «Максим Залізняк», «Богдан Хмельницький» (обидва — 1992).
- Цикл пейзажів України (1994—1995).